# The Civil and Natural History of Jamaica
The Civil and Natural History of Jamaica, (abreviado Civ. Nat. Hist. Jamaica), é um livro com ilustrações e descrições botânicas que foi escrito pelo médico e botânico irlandês Patrick Browne. É uma obra ilustrada pelo artista botânico Georg D. Ehret, que contém 104 novos nomes de géneros. Foi publicado no ano de 1756 com o nome de The Civil and Natural History of Jamaica in Three Parts.